# بورزت
بورزت (به فرانسوی: Burzet) یک کمون در فرانسه است که در canton of Burzet واقع شده‌است. بورزت ۳۸٫۰۶ کیلومتر مربع مساحت دارد ۳۰۰ متر بالاتر از سطح دریا واقع شده‌است.